# Chelonus prolatricornis
Chelonus prolatricornis är en stekelart som beskrevs av Mccomb 1968. Chelonus prolatricornis ingår i släktet Chelonus och familjen bracksteklar. Inga underarter finns listade i Catalogue of Life.